# جولیوس ایندونگو
جولیوس ایندونگو (انگلیسی: Julius Indongo؛ زادهٔ ۱۲ فوریهٔ ۱۹۸۳) بوکسور اهل نامیبیا است.